# Шулейко, Юрий Витольдович
Юрий Витольдович Шулейко (бел. Юрый Вітольдавіч Шулейка; род. 31 марта 1968, Козловщина, Дятловский район, Гродненская область, Белорусская ССР, СССР) — белорусский государственный деятель. Заместитель премьер-министра по сельскому хозяйству с 27 июня 2024 года.
Из-за поддержки российско-украинской войны — под санкциями 27 стран Евросоюза, Великобритании, Канады, Швейцарии, Украины.

## Биография
Родился 31 марта 1968 года в городском посёлке Козловщина. Мать — Ядвига Владимировна Шулейко работала бухгалтером. Отец — Витольд Болеславович Шулейко преподавал в местном профессионально-техническом училище, правила дорожного движения, учил пользоваться трактором. Родители родом из хутора Маськовцы.
В 1992 году окончил Могилёвский технологический институт, в 2002 — Академию управления при Президенте Республики Беларусь.
Свою трудовую деятельность начал после окончания института, в 1992 году. В то время он работал мастером по ремонту технологического оборудования, исполняющим обязанности главного энергетика Гродненского мясокомбината. В 1994 году занял должность начальника мясного цеха сельского хозяйственного предприятия «Обухово» Гродненской области. На этой должности он проработал до 1996 года после чего был назначен заместителем директора — начальником перерабатывающего комплекса Зельвенской теплоэлектросети. В 1996 году вернулся на Гродненский мясокомбинат где проработал до 2005 года в должности начальника отдела механизации и автоматизации производственных процессов.
В 2005 году был назначен директором Лидского мясокомбитана. Там он проработал до 2007 года после чего был назначен генеральным директором предприятия «Гродненские мясомолочные продукты». На этом предприятии он проработал год, после чего, в 2008 году, был назначен генеральным директором государственного объединения «Гродномясомолпром».
В 2012 году был назначен заместителем председателя Гродненского городского исполнительного комитета. В горисполкоме Шулейко проработал до 2013 года, после чего был переведён в Гродненский областной исполнительный комитет на должность заместителя председателя облисполкома.
12 июля 2017 года назначен помощником Президента Республики Беларусь — инспектором по Гомельской области. Он курировал вопросы промышленного комплекса области, качества и конкурентоспособности продукции промышленности и другие.
26 января 2021 года назначен председателем Брестского областного исполнительного комитета. Поддержку в назначении оказали Министр природных ресурсов и охраны окружающей среды Республики Беларусь Андрей Худык и председатель постоянной комиссии Совета Республики Михаил Русый. 1 февраля 2021 года на внеочередной сессии Брестского областного Совета депутатов был утверждён в должности председателя Брестского облисполкома.
27 июня 2024 года назначен заместителем премьер-министра по сельскому хозяйству.

## Личная жизнь
Со своей будущей женой Юрий познакомился в 21 год. Его супруга — Людмила Иосифовна Шулейко, работает заместителем генерального директора Гродненского мясокомбината по идеологии и социальным вопросам. У них двое детей: дочь Диана в 2020 году окончила университет, работает в таможне. Сын Максим работает заместителем директора страховой компании.

## Международные санкции
Из-за поддержки российской агрессии и нарушения территориальной целостности Украины во время российско-украинской войны находится под персональными международными санкциями разных стран.
С 25 февраля 2022 года находится под санкциями всех стран Европейского союза так как «несёт ответственность и активно поддерживает действия, подрывающие территориальную целостность, суверенитет и независимость Украины, а также стабильность и безопасность в Украине».

В должности председателя он отвечает за мобилизацию и гражданскую оборону, а также за взаимодействие с воинскими формированиями, в том числе в период проведения совместных российско-белорусских военных учений под Брестом, в преддверии военной агрессии России против Украины— «Официальный журнал Европейского союза», Брюссель, 25 февраля 2022 года.
17 ноября 2022 года включён в санкционный список Канады «близких соратников режима» за роль в размещении и транспортировке российского военного персонала и техники, участвовавших во вторжении на Украину.
По аналогичным основаниям, с 15 марта 2022 года находится под санкциями Великобритании. С 4 марта 2022 года находится под санкциями Швейцарии. Указом президента Украины Владимира Зеленского от 19 октября 2022 находится под санкциями Украины.